# Premiile Academiei Române pentru anul 2017
Premiile Academiei Române pentru anul 2017 au fost acordate în 12 decembrie 2019, în Aula Academiei Române.
Sunt indicate obiectul acordării premiului, cel mai adesea o lucrare, autorul acesteia și țara de reședință a autorului. În cazul în care nu este indicată țara, autorul este din România.

## I. Filologie și literatură

### Premiul „Timotei Cipariu“
- Meșteșugul doftoriei. Primul tratat românesc de medicină. Studiul filologic, studiul lingvistic, ediție, glosar și indice, Lia Brad Chisacof

### Premiul „Bogdan Petriceicu Hasdeu“
- Publicațiile periodice românești (ziare, gazete, reviste), tom V: 1931-1935; partea I (2009), partea a 2-a (2012), partea a 3-a finală (2017), Cornelia-Luminița Radu, Maria Buturugă, Elena-Ioana Milea, Ileana-Stanca Desa[1] și Iliana Sulică

### Premiul „Ion Creangă“
- Tărâmul inocenților, Emilian Marcu

### Premiul „Titu Maiorescu“
- Dimitrie Cantemir, Icoana de nezugrăvit a științei preasfinte [...]; Dimitrie Cantemir, Despre numele Moldaviei [...], Florentina Nicolae (editarea textului latinesc, aparatul critic și indicii) și Ioana Costa (traducere din latină)

### Premiul „Lucian Blaga“
- Dosar Bacovia III. Triumful unui marginal, Constantin Călin
- Teze & cărți, Pompiliu Crăciunescu

### Premiul „Mihai Eminescu“
- Plagiator 1962, Nicolae Coande

### Premiul „Ion Luca Caragiale“
- Bărbatul cu trei picioare, Mircea M. Ionescu

## II. Științe istorice și arheologie

### Premiul „Vasile Pârvan“
- Moneda în așezările Daciei Romane, Lucian Munteanu
- Fibule de schemă La Tène din România, Vlad V. Zirra

### Premiul „Dimitre Onciul“
- Monede bizantine descoperite în nordul Dobrogei, secolele VII-XIII, Gheorghe Mănucu-Adameșteanu

### Premiul „George Barițiu“
- Wald- und Ressourcenpolitik im Siebenbürgen des 18. Jahrhunderts, Dorin-Ioan Rus

### Premiul „Nicolae Iorga“
- Politică și diplomație la sfârșitul secolului XIX. Din istoria relațiilor româno-ruse (1878-1899), Adrian-Bogdan Ceobanu

### Premiul „Nicolae Bălcescu“
- Propaganda politică în România Socialistă. Practici instituționale și tehnici de comunicare (1965-1974), Cristina Preutu

### Premiul „A.D. Xenopol“
- Boli, epidemii și asistență medicală în Moldova (1700-1831), Sorin Grigoruță

### Premiul „Mihail Kogălniceanu“
- Gavriil Callimachi, Mitropolit al Moldovei (1760-1786), Ioan-Augustin Guriță

### Premiul „Eudoxiu Hurmuzaki“
- Diplomați români în slujba vieții. Constantin I. Karadja și salvarea evreilor-români din Europa în timpul celui de-al Treilea Reich (1932-1944), Ottmar Trașcă și Stelian Obiziuc

## III. Științe matematice

### Premiul „Simion Stoilow“
- Clase de cicluri numerice în geometria algebrică, Aurel Mihai Fulger

### Premiul „Gheorghe Țițeica“
- Teoria schemelor, D-module și teoria invarianților, Claudiu Raicu

### Premiul „Gheorghe Lazăr“
- Grupuri fundamentale pentru varietăți algebrice, Daniela Anca Măcinic și Radu-Clement Popescu

### Premiul „Grigore C. Moisil“
- From conventional to institution-independent logic programming, Ionuț Țuțu

### Premiul „Spiru Haret“
Premiul nu a fost decernat.

### Premiul „Dimitrie Pompeiu“
Premiul nu a fost decernat.

## IV. Științe fizice

### Premiul „Constantin Miculescu“
- Studiul proprietăților optice neliniare ale unor structuri cuantice semiconductoare sub acțiunea unor câmpuri externe în prezența sau absența impurităților, Cristina Stan
- Studiul sistemelor mesoscopice în rotație, Victor Ambruș

### Premiul „Dragomir Hurmuzescu“
- Prepararea prin tehnici laser, caracterizarea structurală și spectroscopică și funcționalizarea filmelor subțiri de materiale dielectrice și a punctelor cuantice în materiale semiconductoare, Valentin Crăciun și Doina Crăciun

### Premiul „Ștefan Procopiu“
- Studiu teoretic și experimental al propagării interacțiunilor elastice în magneți moleculari cu tranziție de spin, Laurențiu Stoleriu
- Sinteză asistată de plasmă de nanomateriale și filme subțiri cu activitate fotocatalitică în lumina vizibilă și activarea cu plasmă a suprafețelor de oxid de siliciu, Lucel Sîrghi

### Premiul „Horia Hulubei“
- Studii privind estimarea Tritiului legat organic, Anca Mirela Melintescu

### Premiul „Radu Grigorovici“
- Contribuții la dezvoltarea și promovarea de noi soluții conceptuale de fabricare și testare in vitro fidel biomimetică a structurilor implantologice de volum (scaffold-uri poroase) sau cu dimensionalitate redusă (straturi subțiri), având performanțe superioare și costuri de fabricație mici, George Stan

## V. Științe chimice

### Premiul „Costin D. Nenițescu“
- Procese fotofizice în baze Schiff cu proprietăți de fotocomutare, Mihaela Iuliana Avădanei

### Premiul „I. G. Murgulescu“
- Interacția oxidului de carbon cu suprafața unor materiale oxidice semiconductoare. Aplicații în depoluare, Veronica-Dalia Brătan
- Materiale biocompatibile cu compoziție controlată sau suprafață modificată, cu stabilitate ridicată și proprietăți electrocatalitice, Maria Marcu

### Premiul „Gheorghe Spacu“
- Dezvoltarea de metode noi pentru determinarea mercurului în alimente prin combinarea derivatizării fotoinduse cu detecția în surse de microplasmă, Tiberiu Frențiu

### Premiul „Nicolae Teclu“
- Susținerea magnetizării hiperpolarizate pentru studiul interacțiunilor moleculare în apă, dincolo de membrana celulară, Paul Vasos

### Premiul „Cristofor I. Simionescu“
- Materiale avansate pentru eliminarea poluanților chimici din apele contaminate, Corneliu Cojocaru și Petrișor Mugurel Samoilă

## VI. Științe biologice

### Premiul „Emil Racoviță“
- Suita de lucrări 2010-2017, cu tema: Sistematica, taxonomia, morfologia și filogenia suprafamiliei Platygastroidea (Hymenoptera), Ovidiu Alin Popovici

### Premiul „Grigore Antipa“
- Suita de lucrări 2011-2017, cu tema: Simularea de înaltă eficiență a sistemelor biologice la nivel molecular, Laurențiu Spiridon

### Premiul „Nicolae Simionescu“
- The Phisics of the Mind and Brain Disorder, Ioan Opriș și Manuel F. Casanova (străinătate)

### Premiul „Emanoil Teodorescu“
Premiul nu a fost decernat.

## VII. Științe geonomice

### Premiul „Grigore Cobălcescu“
- Resursele minerale ale Romȃniei – Minerale metalice și minereuri (vol.II), Nicolae Anastasiu[2], Emil Constantinescu[1], Gheorghe C. Popescu[1], Denisa Jianu[1], Izabela Mariș, Antonela Neacșu, Alexandru Pătruți și Victor Răducă

### Premiul „Ludovic Mrazec“
- The mafic-ultramafic dykes in the Yanbian terrane (Sichuan Province, SW China): record of magma differentiation and emplacement in the Emeishan large igneous province, Marian Munteanu, Wilson H. Allan (Africa de Sud), Gelu Costin (SUA), Yao Young (Africa de Sud), Lum Enone Jullieta (Africa de Sud), Jiang Shao-Yong (China), Fred Jourdan (Australia), Gordon Chunnett (Africa de Sud) și Cioacă Mihaela Elena
- Boron, lithium and nitrogen isotope geochemistry of NH4-illite clays in the fossil hydrothermal system of Harghita Băi, East Carpathians, Romania, Iuliu Boboș[1] (Portugalia) și Lynda B. Williams (SUA)

### Premiul „Gheorghe Munteanu-Murgoci“
- Cretaceous sedimentation in the outer Eastern Carpathians: implications for the facies model reconstruction of the Moldavie basin, Relu-Dumitru Roban[1], Csaba Krézsek și Mihaela C. Melinte-Dobrinescu[1]

### Premiul „Ștefan Hepites“
- Seismic scattering and absorption mapping from intermediate-depth earthquakes reveals complex tectonic interactions acting in the Vrancea region and surroundings (Romania), Felix-Victor Laurențiu Borleanu, De Siena Luca (Germania), Tomas Christine (Germania), Mihaela Popa[1] și Mircea Radulian[1]
- Core surface sub-centennial magnetic flux patches: characteristics and evolution, Cristiana Ștefan, Venera Dobrică[1] și Crișan Demetrescu[2]

### Premiul „Simion Mehedinți“
- Așezările din Munții Apuseni, Vasile Surd, Veronica Constantin și Alexandru-Sabin Nicula
- Procese și forme periglaciare din Carpații Meridionali. Abordare geomorfologică și geofizică, Alexandru-Lucian Onaca
- Morfodinamica actuală, riscuri și hazarde ȋn Masivul Piatra Craiului, Anca Victorina Munteanu

## VIII. Științe tehnice

### Premiul „Aurel Vlaicu“
- Proiectarea tehnologiilor și a matrițelor pentru prelucrarea tablelor metalice, Lucian Lăzărescu, Dan Sorin Comșa[1] și Dorel Banabic[2]
- Oboseala conductoarelor liniilor electrice aeriene, Anghel Cernescu și Ion Dumitru

### Premiul „Traian Vuia“
- Fluide nagnetoreologice nano-microstructurate, Daniela Susan-Resiga
- Mișcarea orbitală a corpurilor, Daniel Condurache

### Premiul „Henri Coandă“
- Solar heating and cooling systems: fundamentals, experiments and applications, Ioan Sȃrbu și Călin Sebarchievici

### Premiul „Constantin Budeanu“
- Metode multimodale, multirezoluție de percepție a mediului pentru sisteme autonome mobile, Arthur Daniel Costea și Robert Varga

### Premiul „Anghel Saligny“
- Ȋmbinări de ȋnaltă rezistență dintre grindă și stȃlpi tubulari compuși oțel-beton, Cristian Vulcu, Aurel Stratan, Adrian Ciutină și Dan Dubină[2]

### Premiul „Petre Sergescu“ (Istoria științelor și tehnicii)
- Electronica românească, o istorie trăită – volumul 4: Telecomunicații. Electronica aplicată, Nona Millea (coordonator)
- 100 de inovatori români, Mihai Vișinescu, Sorin Avram, Emanuel Bădescu și Cristian Român

## IX. Științe agricole și silvice

### Premiul „Ion Ionescu de la Brad“
- Almăjul de ieri, de azi și de mȃine, Florina Maria Băcilă, Florina Nica, Ana Neli-Ianăș, Maria Vȃtcă, Gheorghe Popovici, Cosmin Sălășan, Caius Goșa, Dănilă Oberșterescu, Dacian Rancu și Daniel Alic

### Premiul „Traian Săvulescu“
- Dializa peritoneală la animale de companie, Bogdan Alexandru Vițălaru și Alina Ștefănescu
- Tratat de semiologie medicală veterinară, Ionel Papuc

### Premiul „Marin Drăcea“
Premiul nu a fost decernat.

### Premiul „Gheorghe Ionescu-Șișești“
- Convergence of Romanian and Europe Union Agriculture – Evolution and Prospective Assessment, Andreea Feher[1], Vasile Gosa[1], Miroslav Raicov, Daniela Harangus și Bogdan Condea

## X. Științe medicale

### Premiul „Iuliu Hațieganu“
Premiul nu a fost decernat.

### Premiul „Daniel Danielopolu“
Premiul nu a fost decernat.

### Premiul „Gheorghe Marinescu“
- Impactul terapiei farmacologice asupra calității vieții ȋn depresia geriatrică, Octavian Vasiliu, Victor Voicu[2] și Daniel Vasile

### Premiul „Victor Babeș“
- Metastazarea limfatică ȋn cancerul bronhopulmonar, Natalia Motaș, Cezar Motaș și Teodor Horvat[1]

### Premiul „Constantin I. Parhon“
- Genetica medicală, Mircea Covic, Dragoș Ștefănescu, Ionel Sandovici și Eusebiu Vlad Gorduza

### Premiul „Ștefan S. Nicolau“
Premiul nu a fost decernat.

## XI. Științe economice, juridice și sociologie

### Științe economice

#### Premiul „Petre S. Aurelian“
- România și aderarea la zona euro. Întrebarea este în ce condiții!, Daniel Dăianu[2], Ella Kallai, Gabriela Mihailovici și Aura Socol

#### Premiul „Virgil Madgearu“
- Austerity plan announcements and the impact on the employees’ wellbeing, Alina Botezat

#### Premiul „Victor Slăvescu“
- A concepe, a redacta și a publica un articol științific. O abordare în contextul cercetării economice, Vasile Dinu, Gheorghe Săvoiu și Dan-Cristian Dabija

#### Premiul „Nicolas Georgescu Roegen“
Premiul nu a fost decernat.

### Sociologie

#### Premiul „Dimitrie Gusti“
- Istoria Colegiului Național „Gheorghe Lazăr“ din Sibiu. De la origini până în anul 2017, Cosmin-Crăciun Crucia

#### Premiul „Henri H. Stahl“
- Francisc Iosif Rainer. Biografia unui proiect de viață (1874-1944), Adrian Majuru

### Științe juridice

#### Premiul „Nicolae Titulescu“
Premiul nu a fost decernat.

#### Premiul „Simion Bărnuțiu“
- Acțiunea colectivă ca mijloc de reparare a prejudiciilor în masă. O analiză din perspectiva dreptului comparat, Ioan Ilieș Neamț

#### Premiul „Andrei Rădulescu“
Premiul nu a fost decernat.

## XII. Filosofie, teologie, psihologie și pedagogie

### Premiul „Constantin Rădulescu-Motru“
- Școlile Năsăudului: 1635-2015, 3 volume, Gheorghe Pleș

### Premiul „Mircea Florian“
- Fundamentele sociale ale cunoașterii, Alfred Bulai

### Premiul „Ion Petrovici“
- Romania at the United Nations General Assembly, Ion C. Popescu

### Premiul „Vasile Conta“
- Simbol și recunoaștere la Mircea Eliade: Semnificații religioase, politice și estetice, Lorena Stuparu

### Premiul „Dumitru Stăniloaie“
- Sacrul și profanul ȋn perspectivă ontologică, la Mircea Eliade, Nicolae Șofelea

## XIII. Arte, arhitectură și audiovizual

### Premiul „George Enescu“
Premiul nu a fost decernat.

### Premiul „Ciprian Porumbescu“
- Cuvinte despre muzică și muzicieni, Mihail Cozmei

### Premiul „George Oprescu“
- Artiștii romȃni ȋn străinătate 1830-1940. Călătoria, ȋntre formația academică și studiul liber, Adrian Silvan Ionescu[1], Virginia Barbu, Ioana Beldiman, Ramona Caramelea și Olivia Nițiș; Coordonatori: Ruxanda Beldiman, Ioana Vlasiu[1] și Corina Teacă

### Premiul „Ion Andreescu“
- Expoziția Mysticosmidea (Centrul de Cercetare și Documentare „Constantin Brȃncuși“, Muzeul „Alexandru Ștefulescu“ – Tg. Jiu), Panaite Chifu (sculptor)

### Premiul „Simion Florea Marian“
- Obiceiurile agrare din Moldova raportate la spațiul național, Silvia Ciubotaru

### Premiul „Duiliu Marcu“
- Restaurare și reabilitare „Colonia Pictorilor din Baia Mare“, Ștefan Paskucz și Ildiko Mitru

### Premiul „Aristizza Romanescu“
- Fals tratat de mȃntuire a sufletului, Nicolae Mărgineanu (regizor)
- Dacă am gȃndi cu voce tare, de Adnan Lugonić, regia Radu Afrim, Teatrul Național „Marin Sorescu“ Craiova (premieră 2017), Măcelăria lui Iov, de Fausto Paravidino, regia Radu Afrim, Teatrul Național „Vasile Alecsandri“ Iași (premieră 2017), Pasărea retro se lovește de bloc și cade pe asfaltul fierbinte, scenariul și regia Radu Afrim, Teatrul Național Tȃrgu-Mureș – Compania „Tompa Miklós“ (premieră 2017), Wolfgang, adaptare după Yannis Mavritsakis de Radu Afrim, regia Radu Afrim, Teatrul Tineretului Piatra Neamț (premieră 2017), Radu Afrim (regizor)

## XIV. Știința și tehnologia informației

### Premiul „Grigore Moisil“
- Real-Life Applications with Membrane Computing, Gexiang Zhang (Xihua University, Chenghdu, China), Mario J. Pérez-Jiménez (Sevilla University, Spania), Marian Gheorghe (Bradford University, Marea Britanie)

### Premiul „Mihai Drăgănescu“
- Smart-Pockets – Body-deictic gestures for fast acces to personal data during ambient interactions, Radu-Daniel Vatavu
- Soluții digitale pentru asigurarea stării de sănătate ȋn contextul orașelor inteligente, Adriana Alexandru și Marilena Ianculescu

### Premiul „Tudor Tănăsescu“
- On Turing Instability in Nonhomogeneous Reaction-Diffusion CNN’s, Liviu Goraș și Paul Ungureanu
- Metode Soft Computing cu aplicații ȋn automatizări, Valentina Emilia Balaș

### Premiul „Gheorghe Cartianu“
- Distributed systems and cloud computing, Ion Stoica